# المعاهدة الروسية البيزنطية (907)

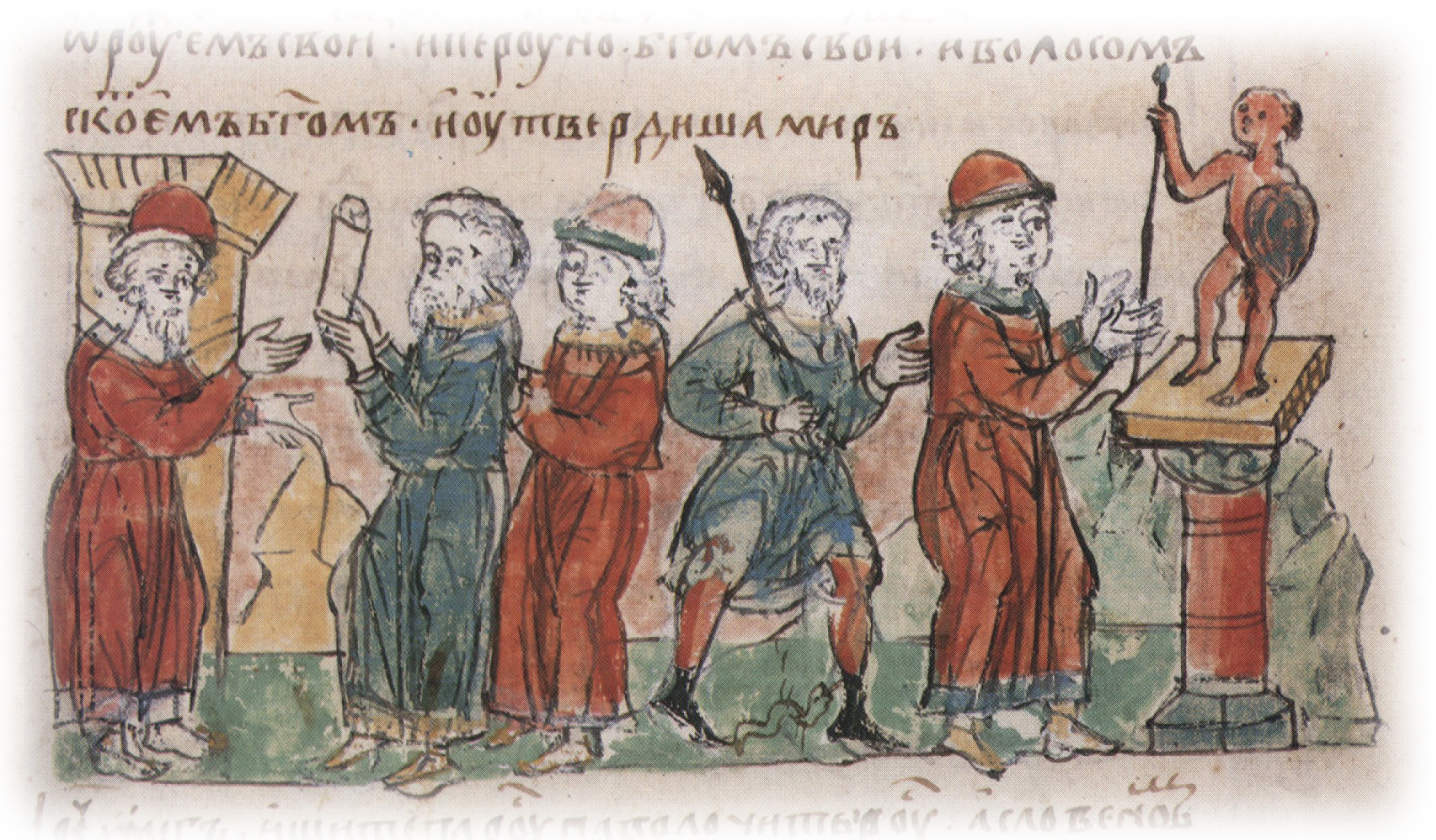
مفاوضات بشأن شروط المعاهدة بين أوليغ والأباطرة البيزنطيين ليو السادس وشقيقه ألكسندر. وهي صورة مصغرة من نهاية القرن الخامس عشر

وفقًا للوقائع الأولية، تم إبرام المعاهدة الروسية البيزنطية الأولى في عام 907 نتيجة غارة أوليغ على القسطنطينية (انظر الحرب البيزنطية الروسية (907) لمزيد من التفاصيل). يعتبر العلماء بشكل عام هذه الوثيقة بمثابة تمهيدية للمعاهدة الروسية البيزنطية لعام 911.
يُفتتح نص المعاهدة، كما هو محفوظ في السجل، بقائمة بالموقعين من جانب الروس. من بين هؤلاء الخمسة عشر، هناك اثنان من المحتمل أن يكون لهما أسماء فنلندية، بينما من الواضح أن الباقي لديهم أسماء نرويجية قديمة (موثقة الأشكال الإسكندنافية القديمة بين قوسين): كارلي (Karli)، إنغيلد (Ingjaldr)، فارلوف (Farulfr)، فير/ليمود (Vermu (n) dr)، رولاف (Rollabʀ)، ستيميد/ستيمير (Steinviðr)، كارن (Karn)، فريلاف (Friðláfr)، روار (Hróarr)، تروان (Þrándr)، غودي (Góði)، روالد (Hróald)، فوست (Fastr).
والأكثر وضوحًا هو أن المعاهدة تنظم وضع مستعمرة التجار الفارانجيين في القسطنطينية. يشهد النص أنهم استقروا في حي سانت ماماس. كان على الفارانجيين دخول القسطنطينية عبر بوابة معينة، بدون أسلحة، برفقة الحرس الإمبراطوري، وليس أكثر من خمسين شخصًا في المرة الواحدة. عند وصولهم، تم تسجيلهم من قِبل السلطات الإمبراطورية من أجل تزويدهم بالطعام والتغذية الشهرية في غضون نصف عام.
في السطور الختامية للمعاهدة، قبّل البيزنطيون الصليب، بينما أقسم الفارانجيون بأذرعهم، متذرعين بما تسميه الوقائع الأولية بيرون و‌فيليس.